# 텐서 처리 장치

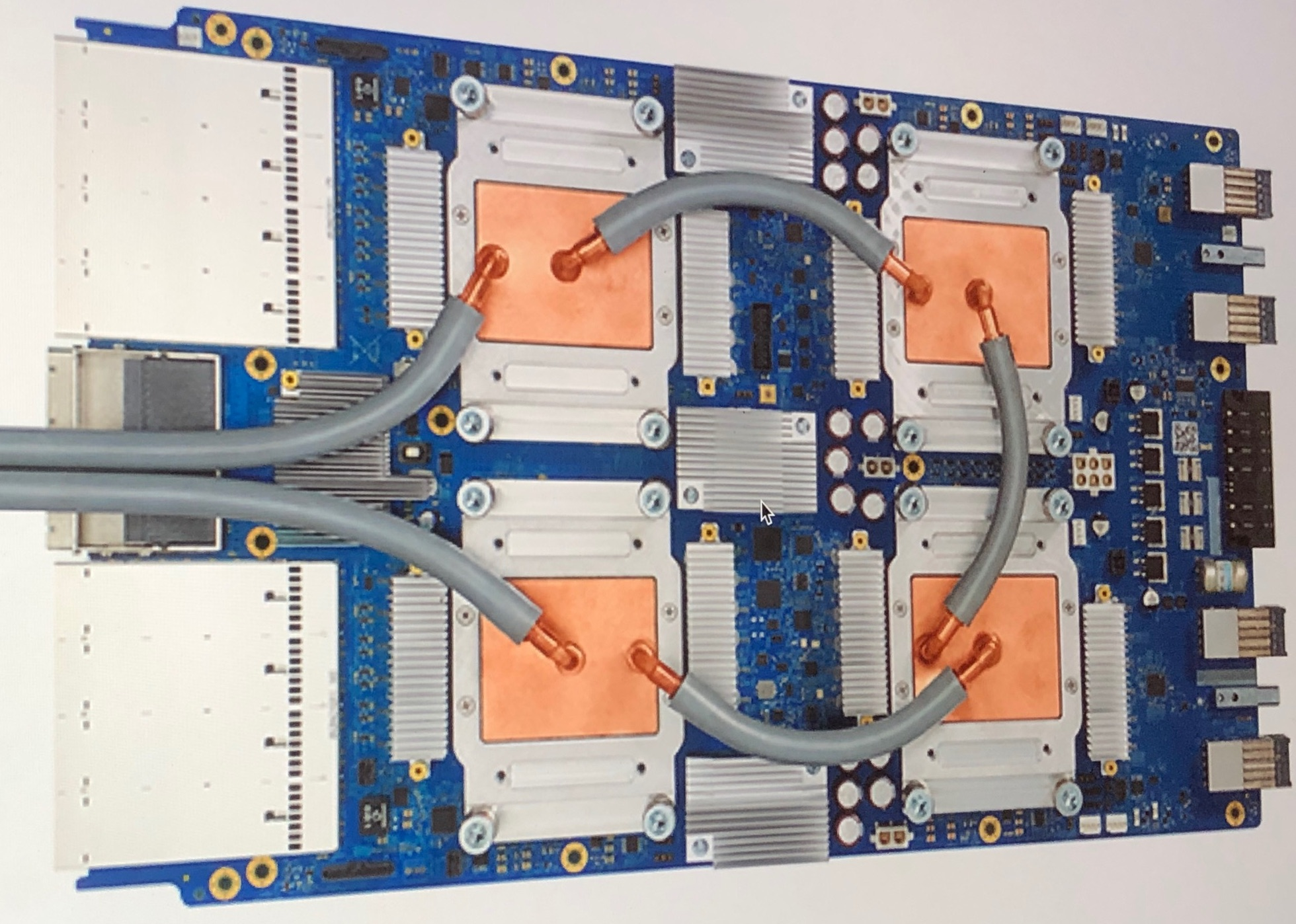
텐서 처리 장치 3.0

텐서 처리 장치(Tensor Processing Unit, TPU)는 구글에서 2016년 5월에 발표한 데이터 분석 및 딥러닝용 하드웨어이다. 구글 자체 텐서플로 소프트웨어를 이용한다. 구글은 2015년에 내부적으로 TPU를 사용하기 시작했으며 2018년 서드파티용으로 판매를 시작했다.
벡터/행렬연산의 병렬처리에 특화되어 있으며 엄청난 전성비를 자랑한다. 

## 제품
|                    | TPUv1    | TPUv2    | TPUv3    | TPUv4 | Edge v1 |
| ------------------ | -------- | -------- | -------- | ----- | ------- |
| 도입일             | 2016     | 2017     | 2018     | 2020  |         |
| 가공 노드          | 28nm     | 20nm?    | 12nm?    | ?     |         |
| 다이 크기 (mm2)    | 331      | ?        | ?        | ?     |         |
| 온 칩 메모리 (MiB) | 28       | ?        | ?        | ?     |         |
| 클럭 속도 (MHz)    | 700      | ?        | ?        | ?     |         |
| 메모리 (GB)        | 8GB DDR3 | 16GB HBM | 32GB HBM | ?     |         |
| TDP (W)            | 40       | 200      | 250      | ?     |         |
| TOPS               | 23       | 45       | 90       | ?     |         |

## 같이 보기
- 인지 컴퓨터
- AI 가속기
- 비전 처리 장치